# Wotton-under-Edge
Wotton-under-Edge è un paese di 5 400 abitanti del Gloucestershire, in Inghilterra.